# Heinerscheid
Heinerscheid (luxemburgisch Héinischt, Hengescht) ist eine Ortschaft der luxemburgischen Gemeinde Clerf. Bis Ende 2011 war Heinerscheid der Hauptort der gleichnamigen Gemeinde, die zum Kanton Clerf gehörte. Die Gemeinde Heinerscheid wurde zum 5. Dezember 2011 mit den Gemeinden Munshausen und Clerf zu einer neuen Gemeinde fusioniert, die den Namen Clerf erhielt.

## Zusammensetzung der ehemaligen Gemeinde
Die ehemalige Gemeinde Heinerscheid bestand aus den Ortschaften:
- Fischbach,
- Grindhausen,
- Heinerscheid,
- Hüpperdingen,
- Kalborn,
- Lieler,

sowie folgenden Weilern, Mühlen und Höfen:
- Fossenhof,
- Lausdorn,
- Kaesfurt,
- Kalborn-Mühle,
- Tintesmühle.

## Geschichte
In den Zeiten des Zweiten Weltkrieges war die Gegend um Heinerscheid herum Kriegsschauplatz der Ardennenoffensive. Die damalige Gemeinde hatte genau wie Nachbargemeinden sehr viele Opfer aus der Bevölkerung zu beklagen. Heutzutage ist noch ein alter Bunkergraben im Heinerscheider Ourtal sowie ein Kriegsdenkmal im Ortszentrum von Heinerscheid zu besichtigen.

## Politik
Am 1. Januar 2012 trat die Gemeindefusion der Gemeinden Clerf, Munshausen und Heinerscheid in Kraft. Die Bevölkerung hatte sich am 12. Oktober 2008 anlässlich eines Referendums mehrheitlich für die Gemeindefusion ausgesprochen.
Die ehemalige Gemeinde war Mitglied der regionalen Verbände DEA, Altersheim Clerf, SIGI, SYVICOL, SIERS, SIDEN, SIDEC, SICLER, SIVOUR und dem Naturpark Our.

## Wappen der ehemaligen Gemeinde
Blasonierung: „Geteilt von Rot und Gold, ein Ankerkreuz in verwechselten Farben, oben zwei zugewandte silberne Merletten, unten zwei rote Kugeln.“

## Alte Kulturschätze
Die Ruinen der alten Kirche zwischen Heinerscheid und Hüpperdingen beherbergen ab 2004 im Rahmen von "jardins... à suivre" ein modernes Kunstwerk.

## Wirtschaft

### Energie
- 3 größere Windkraftanlagen beim Ortsteil Lieler bei 50,1198764 N 6,0932708 O, 50,1163129 N 6,0985279 O und 50,1088272 N 6,0802674 O.
- 3 kleinere Windkraftanlagen bei Heinerscheid bei 50,1016294 N 6,0753107 O, 50,0975277 N 6,0739803 O und 50,0983398 N 6,0709763 O.
- 4 größere Windkraftanlagen beim Ortsteil Fischbach bei 50,0832103 N 6,0785508 O, 50,0811724 N 6,0811901 O, 50,0771241 N 6,0829926 O, 50,076408 N 6,0877991 O
- 1 kleinere Windkraftanlage beim Ortsteil Fischbach bei 50,0723867 N 6,084559 O.

Siehe auch: Liste von Windkraftanlagen in Luxemburg

## Persönlichkeiten
- Emile Hiertz (1857–1919), Chemiker und Pionier der Hochofentechnologie
- Joseph Wagener (1924–2019), Kommandant im Koreakrieg